# Peter Maag
Ernst Peter Johannes Maag (* 10. Mai 1919 in St. Gallen; † 16. April 2001 in Verona) war ein Schweizer Dirigent.

## Leben und Werk
Peter Maag war Erster Dirigent der Deutschen Oper am Rhein in Düsseldorf von 1952 bis 1955, danach vier Spielzeiten lang Generalmusikdirektor der Oper Bonn. 1959 debütierte er am Royal Opera House Covent Garden mit Mozarts Zauberflöte und beim Glyndebourne Festival Opera mit Mozarts Le nozze di Figaro. Im selben Jahr gastierte er erstmals in den USA – beim Minneapolis Symphony Orchestra. 1961 debütierte er an der Lyric Opera of Chicago mit Mozarts Così fan tutte, 1962 bei den Salzburger Festspielen mit Mozarts Idomeneo.
Von 1964 bis 1968 wirkte Peter Maag als Chefdirigent der Wiener Volksoper, 1972 debütierte er an der Metropolitan Opera mit Mozarts Don Giovanni und wurde im selben Jahr zum künstlerischen Leiter des Teatro Regio di Parma ernannt. Ab 1974 war er Chefdirigent am Teatro Regio di Torino, danach beim RAI Symphonie-Orchester (Turin) und beim  Orquesta Nacional de España.  Er war Musikdirektor des Berner Symphonie-Orchesters von 1984 bis 1991 sowie Chefdirigent des Orchestra di Padova e del Veneto von 1983 bis 2001. Zusätzlich gastierte er weltweit in Opernhäusern und Konzertsälen.
Peter Maag hat einen Sohn, den Kinderbuchautor Georg Maag. Maags erste Ehefrau war Jasmina Božin, eine serbische Bühnenbildnerin. Mit seiner zweiten Frau Marica Franchi (Marika) hat er eine Tochter.
Maag war ab 1951 Mitglied der Bieler Freimaurerloge Stern am Jura und von 1960 bis zu seinem Ausschluss 1977 affiliertes Mitglied der österreichischen Loge Mozart.

## Auszeichnungen
- 1968: Toscanini Medal
- 1973: Verdi Medal
- 1975: Toscanini Presentation Baton